# 5 Pułk Artylerii Ciężkiej (1920)
5 pułk artylerii ciężkiej (5 pac) – oddział artylerii ciężkiej Wojska Polskiego II Rzeczypospolitej w okresie wojny polsko-bolszewickiej.
Wiosną 1919 przystąpiono do formowania brygad artylerii dla dywizji piechoty. Brygada składała się z dowództwa, pułku artylerii polowej i pułku artylerii ciężkiej (dywizjon trzybateryjny). Drugi dywizjon pułku artylerii ciężkiej przeznaczony był do rezerwy artylerii Naczelnego Dowództwa.
Dekretem Naczelnego Wodza Wojska Polskiego z 1 września 1919 wyznaczeni zostali dowódcy wszystkich istniejących wówczas ośmiu pułków artylerii ciężkiej. Dowódcą 5 pułku artylerii ciężkiej został ppłk Michał Kłobukowski. Latem 1920 jego bateria zapasowa stacjonowała w Jarosławiu.
We wrześniu 1919 w składzie Grupy poleskiej walczyła 2 bateria 5 pac dysponująca czterema działami niemieckimi 150 mm.
Opracowany w październiku plan rozbudowy artylerii do końca 1919 przewidywał, że z dniem 31 grudnia zakończona zostanie organizacja baterii i dowództw formowanych w kraju przez baterie zapasowe pułków artylerii. W okresie od października do końca grudnia 1919 bateria zapasowa 5 pułku artylerii ciężkiej miała wystawić baterie 4, 5 oraz dowództwo II dywizjonu.

## Organizacja i działania 5 pac
W końcu listopada 1918 powstały we Lwowie baterie artylerii „Basia", „Longinus" i „Iwan". W styczniu 1919 baterie te połączono w jeden oddział i nadano mu nazwę 4 pułku artylerii ciężkiej. Na jego czele stanął  mjr Niepołomski. Bateria „Basia" stała się 1 baterią, „Iwan" – 2 baterią, a „Longinus" – 3 baterią. Jeszcze przed zorganizowaniem pułku, Inspektorat Artylerii zmienił mu numer i oddział stał się 5 pułkiem artylerii, a jego dowództwo objął ppłk Kłobukowski. 15 kwietnia bateria „Iwan" została wyłączona ze składu pułku i skierowana na front śląski, a we Lwowie sformowana została nowa 2 bateria.
20 kwietnia pułk po raz pierwszy w całości otworzył zmasowany ogień na pozycje ukraińskie. To skuteczne wsparcie ogniowe polskiej piechoty doprowadziło do odrzucenia Ukraińców z krańców Lwowa. Po nawale ogniowej 1 bateria została skierowana do Winnik i wspierała  II/39 pp, a od 12 maja bateria współdziałała z pododdziałami 38 pp w rejonie Grzybowie i Zaszkowa, a następnie Jaryczowa i Pikulic. W kolejnych dniach bateria przydzielona została do grupy artylerii por. Dobrowolskiego i wraz z nią wspierała 40  pp w walkach o Przemyślany. 31 maja ostrzeliwała Zborów, a w następnych dniach przegrupowała się przez Tarnopol i Zbaraż do Gontowej, gdzie zajęła stanowiska ogniowe. W tym czasie 2. i 3 bateria przebywały we Lwowie.
W związku z ofensywą ukraińską 1 bateria wycofała się pod Olszanicę. Tam 24 czerwca wspierała oddziały 5 Dywizji Piechoty, a cztery dni później brała udział w polskiej kontrofensywie. W połowie lipca 1 bateria stanęła w Zbarażu. Tam też przybyło dowództwo dywizjonu 5 pac oraz pluton 3 baterii. Stąd został skierowany do Czabarówki pod Zbruczem z zadaniem wspierania 19 pułku piechoty. W połowie listopada dywizjon przemieścił się do Tarnopola. Stąd 1 bateria skierowana została na przezbrojenie. W styczniu 1920 3 bateria przegrupowała się w rejon Płoskirowa. Tam uczestniczyła w walkach w okolicach Kołoskowa i Deraźni. W marcu na froncie zmieniona została przez 2 baterię, a sama udała się do Lwowa na przezbrojenie. 18 kwietnia 1 i 2 bateria w Międzybożu połączyły się. W tym też czasie 5 pułk artylerii ciężkiej przemianowany został na 5 dywizjon artylerii ciężkiej. W związku z tym bateria zapasowa przeniosła się do Jarosławia.
W okresie wyprawy kijowskiej dwubateryjny 5 dywizjon artylerii ciężkiej maszerował przez Latyczów i Winnicę w rejon Niemirowa, gdzie 3 maja uczestniczył w defiladzie. 18 maja otrzymał rozkaz wymarszu do Zmierzynki. Tam załadował się do eszelonów i przerzucony został na front północny. Przez Tarnopol, Lwów, Kowel, Brześć, Wilno dotarł do Łyntup i 2 czerwca, już marszem pieszym, udał się w rejon Głębokiego. Tu 17 czerwca dołączyła do niego 3 bateria. W rejonie Brostkowic dywizjon wspierał macierzystą 5 Dywizję Piechoty.
4 lipca ruszyła wieka sowiecka ofensywa Frontu Zachodniego Michaiła Tuchaczewskiego. 5 dywizjon artylerii ciężkiej rozpoczął działania opóźniające. Cofał się przez Plissę, Lidę, Szczuczyn, Grodno, Białystok i Nurzec. Walczył o wieś Treblinkę przy moście na Bugu, wystrzeliwując na nieprzyjaciela około 1100 pocisków. 12 sierpnia dywizjon znalazł się w Wołominie, a dwa dni później załadowany został w Pruszkowie do wagonów i skierowany rejon Kulikowa oraz Zagłębia Naftowgo. Jego 1 baterię skierowano do Dęblina i przydzielono do dyspozycji dowódcy 14 Dywizji Piechoty. 8 września dywizjon już całością sił działał na froncie w okolicach Kędzierzawic i Krasnego. Podczas polskiej ofensywy w Małopolsce Wschodniej uczestniczył w walkach pod Złoczowem, Brodami, Radziwiłłowem, Starym Konstantynowem, kończąc 6 października swój szlak bojowy w Krasiłowie.
Po zawieszeniu broni 5 dywizjon artylerii ciężkiej skierowany został do Jarosławia, gdzie stopniowo przeprowadzono demobilizację. W sierpniu 1921 skierowany został do Lwowa. W tym czasie MSWojsk. rozwiązało 5 Lwowską Brygadę Artylerii a na jej miejsce utworzyło 6 pułk artylerii ciężkiej, z dowódcą ppłk. Tadeuszem Łodzińskim. Trzonem nowo powstałej jednostki stały się wojenne 5 Lwowski i 12 Kresowy dywizjon artylerii ciężkiej.

## Żołnierze pułku
| Obsada personalna I/5 pac w 1920 | Obsada personalna I/5 pac w 1920 |
| Stanowisko                       | Stopień, imię i nazwisko         |
| -------------------------------- | -------------------------------- |
| Dowódca dywizjonu                | kpt./mjr Eugeniusz Dąbrowski     |
| Lekarz                           | por. lek. dr Bernard Rappaport   |
| Lekarz wet.                      | mjr lek. wet. Stanisław Bakun    |
| Dowódca 1 baterii                | por. Lucjan Jasiński             |
| Dowódca 2 baterii                | ppor. Eugeniusz Niemczycki       |
| Dowódca 2 baterii                | mjr Roman Wesołowski             |
| Dowódca 3 baterii                | por. Ludwik Stefan Gruber        |